# Tenjin (metropolitana di Fukuoka)
Tenjin (東比恵駅?, Tenjin-eki) è una stazione della metropolitana di Fukuoka che si trova nel quartiere di Chūō. La stazione è servita dalla linea Kūkō.

## Struttura
La stazione è localizzata sotto la città sotterranea di Tenjin, ed è dotata di un marciapiede a isola con due binari passanti sotterranei.
| 1 | Linea Kūkō | per Hakata e Aeroporto di Fukuoka |
| 2 | Linea Kūkō | per Meinohama e Nishi-Karatsu     |

## Statistiche di utilizzo
In media, nell'anno 2014 ogni giorno gli utenti sono stati 72.000 persone, rendendo la stazione più utilizzata dell'intera rete.

## Stazioni adiacenti
| «          | Servizio   | »               |
| Linea Kūkō | Linea Kūkō | Linea Kūkō      |
| ---------- | ---------- | --------------- |
| Akasaka    | -          | Nakasu-Kawabata |